# Llista de mots llatins emprats en la composició de paraules

## Morfemes creats a partir de mots llatins
| tema principal | ètim                                                                             | significat                   | variant                      | exemple                                           | observacions                                        |
| abdomino-      | llatí abdomen                                                                    | abdomen                      |                              | abdominoscòpia                                    |                                                     |
| abiet-         | llatí abies                                                                      | avet                         | abieto-                      | abietàcies, abietina, abietomaleic                |                                                     |
| acet(o)-       | llatí acetum                                                                     | àcid acètic                  | aceti                        | acetonèmia                                        |                                                     |
| acet(o)-       | llatí acetum                                                                     | vinagre                      |                              | acetificar                                        |                                                     |
| acari-         | llatí acarus                                                                     | àcar                         |                              | acariasi, acaricida, acariosi                     |                                                     |
| aci-           | llatí acus                                                                       | agulla                       |                              | acifoli, aciforme                                 | corr.*: aciculi-, acu-1, aculeï-, belone-           |
| aciculi-       | llatí acicula                                                                    | agulla                       |                              | aciculifoli, aciculiforme, aciculisilva           | sin.:* aci-, acu-12, aculeï-, belone-               |
| acido-         | llatí acidus, "agre, àcid"                                                       | àcid                         | acidi-, -àcid                | acidímetre, acidòfil, cetoàcid, diàcid            |                                                     |
| acini-         | llatí acinus                                                                     | raïm                         |                              | aciniforme                                        |                                                     |
| acu-1          | llatí acus                                                                       | agulla                       |                              | acupuntura                                        | sin.:* aciculi-, aci-, aculeï-, belone-             |
| aculeï-        | llatí aculeus                                                                    | agulló, punxa                |                              | aculeïforme                                       | sin.:* aci-, aciculi-, acu-1, belone-               |
| acumini-       | llatí acumen                                                                     | punta, acumen                |                              | acuminifoliat                                     |                                                     |
| acut-          | llatí acutus                                                                     | agut                         | acuti-                       | acutangle, acutifoli, acutirostre                 |                                                     |
| -addicció      | llatí addictio                                                                   | addicció                     |                              | drogoaddicció, teleaddicció                       |                                                     |
| adipo-         | llatí adeps                                                                      | greix                        | adip-, adipos-, adiposo-     | adípic, adipòcit, adiposàlgia                     |                                                     |
| aero-1         | llatí aer                                                                        | aire                         | aer-, aeri-                  | aerèmia, aeriforme, aeròlit                       | sin.: aire-                                         |
| aero-²         | llatí aer, "aire"                                                                | navegació aèria              |                              | aeròdrom, aeroplà, aeroport                       |                                                     |
| afro-1         | llatí afer                                                                       | africà                       |                              | afroamericà, afrocubà, afroeuropeu                |                                                     |
| agri-          | llatí ager                                                                       | camp                         |                              | agrícola, agricultura, agrimensura                | sin.:* agro-                                        |
| albi-          | llatí albus                                                                      | blanc                        | albo-                        | albinervi, albomicina                             | sin.:* blanc-, leuco-                               |
| albedo-        | llatí albedo, "blancor"                                                          | albedo                       |                              | albedòmetre                                       |                                                     |
| albumin-       | apòcope d'albumen i albúmina                                                     |                              | albumini-, albumino-         | albuminímetre, albuminogen, albuminúria           |                                                     |
| alcali-        | llatí alcali, "sosa"                                                             | àlcali                       | alcalin-, alcalino-, alcalo- | alcalímetre, alcalinoterri, alcalinúria, alcalosi |                                                     |
| algo-2         | llatí alga                                                                       | alga                         | algi-2                       | algícola, algòleg, algologia                      | sin.:* fico-                                        |
| ali-           | llatí ala                                                                        | ala                          |                              | alífer, aliforme, alípede                         |                                                     |
| -alpí          | llatí alpinus                                                                    |                              |                              | cisalpí, transalpí, subalpí                       | en femení dona -alpina                              |
| alterni-       | llatí alternus                                                                   | altern                       |                              | alterniflor, alternifoli, alternipètal            |                                                     |
| alti-          | llatí altus                                                                      | alt                          | alto-                        | altímetre, altiplà; altocúmul, altoestrat         | La forma alto- és utilitzada en meteorologia        |
| altitud-       | llatí altitudo                                                                   | altitud                      |                              | altitud-densitat, altitud-pressió                 |                                                     |
| alto-          | llatí altus                                                                      | alt                          | alti-                        | altímetre, altiplà; altocúmul, altoestrat         | La forma alto- és utilitzada en meteorologia        |
| alterni-       | llatí alternus                                                                   | alternatiu                   |                              | alternisèpal                                      |                                                     |
| alveolo-       | llatí alveolus, "petita cavitat"                                                 | alvèol                       |                              | alveolodental, alveololabial, alveololingual      |                                                     |
| ambi-          | llatí ambo                                                                       | ambdós, tots dos             |                              | ambidextre, ambisexuat, ambivalent                | sin.:* amfi-                                        |
| -àmbul(a)      | llatí ambulare, "caminar"                                                        | que camina                   |                              | funàmbul, noctàmbul, somnàmbul                    |                                                     |
| amplexi-       | llatí amplexus, "abraçada"                                                       | que abraça                   |                              | amplexicaule, amplexiforme                        |                                                     |
| anglo-         | llati anglus                                                                     | anglès                       |                              | angloamericà, anglòfil, anglosaxó                 |                                                     |
| angui-         | llatí anguis                                                                     | serp                         |                              | ànguids, anguiforme                               |                                                     |
| anguil·li-     | llatí anguilla                                                                   | anguila                      |                              | anguil·licultura, anguil·liforme                  |                                                     |
| ano-           | llatí anus                                                                       | anus                         |                              | anoscòpia                                         |                                                     |
| ansio-         | llatí anxius, "ansiós"                                                           | ànsia                        |                              | ansiogen, ansiolític                              | sin.:* anxio-                                       |
| antero-        | llatí ante                                                                       | anterior                     |                              | anteroinferior                                    |                                                     |
| anxio-         | llatí anxius, "ansiós"                                                           | ànsia                        |                              | anxiogen, anxiolític                              | sin.:* ansio-                                       |
| api-           | llatí apis                                                                       | abella                       |                              | apicultura                                        |                                                     |
| apic(o)        | llatí apex                                                                       | punta, extrem superior       | apici-                       | apicoalveolar                                     |                                                     |
| aqua-          | llatí aqua                                                                       | aigua                        | aqüi-, aquo-                 | aquacicle, aqüicultor, aquòstat                   | sin.:* hidro-                                       |
| aqüeo-         | llatí aqua                                                                       | aquós                        |                              | aqüeoigni                                         |                                                     |
| arabo-         | llatí arabus                                                                     | àrab                         |                              | araboisraelià, araboparlant                       |                                                     |
| arbori-        | llatí arbor                                                                      | arbre                        |                              | arborescent, arborícola, arboricultura            | sin.:* dendro-                                      |
| arbusti-       | llatí arbustus                                                                   | arbust                       |                              | arbsutiforme                                      |                                                     |
| arc-           | llatí arcus                                                                      | arc                          |                              | arccosinus                                        | emprat en termes de geometria                       |
| areni-         | llatí arena                                                                      | arena                        |                              | arenícola                                         |                                                     |
| argento-       | llatí argentum                                                                   | plata                        |                              | argentòfil, argentopirita                         |                                                     |
| argil·lo-      | llatí argilla                                                                    | argila                       | argil·li-                    | argil·loarenós; argil·lífer                       |                                                     |
| arterio-       | llatí arteria < grec artería                                                     |                              | arteri-                      | arteioocapil·lar arteriectomia                    |                                                     |
| artico-        | d'àrtic, llatí arcticus < grec arktikós < árktos "ós"; "constel·lació de l'Ossa" | àrtic                        | -àrtic(a)                    | articoalpí, antàrtic                              |                                                     |
| atro-          | llatí ater                                                                       | negre                        |                              | atropurpuri                                       | sin-: nigro-                                        |
| -asiàtic(a)    | llatí asiaticus                                                                  |                              |                              | afroasiàtic                                       |                                                     |
| astragalo-     | llatí astragalus                                                                 | astràgal                     |                              | astragalotibial                                   |                                                     |
| atro-          | llatí ater                                                                       | negre                        |                              | atropurpuri                                       |                                                     |
| audio-         | llatí audire                                                                     | oïda                         | audi-                        | audiòmetre; audímetre                             |                                                     |
| auri-          | llatí auris                                                                      | orella                       |                              | auriscopi                                         | sin.:* auriculo-1, oto-                             |
| auriculo-1     | llatí auricula                                                                   | orella                       | -auricular                   | auriculotemporal, temporoauricular                | sin.:* oto-                                         |
| auriculo-2     | llatí auricula, "orella"                                                         | aurícula                     | -auricular                   | auriculoventricular, nòdul sinoauricular          |                                                     |
| austro-1       | llatí auster"sud", "vent del sud"                                                | austral, meridional          |                              | austroprussià                                     | Homònim d'Austro-2                                  |
| avi-           | llatí avis                                                                       | ocell                        |                              | avicultura, avifauna                              | sin.:* ornito-                                      |
| axi-           | llatí axis                                                                       | eix                          | -axial                       | axiforme, axisimètric, monoaxial                  | sin.:* axo-                                         |
| bacci-         | llatí bacca                                                                      | baia                         |                              | bacciforme                                        |                                                     |
| baculi-        | llatí baculum                                                                    | bastó                        |                              | baculiforme                                       |                                                     |
| balneo-        | llatí balneum                                                                    | bany                         |                              | balneoteràpia                                     |                                                     |
| basi-          | llatí basis                                                                      | base                         | -base, -bàsic(a), baso-      | isobase, basioccipital, basolecte, tribàsic       |                                                     |
| ben-           | llatí bene                                                                       | bé                           | bene-                        | benamat, benefactor                               | sin.:* be-, eu-; ant.:* mal-, caco-                 |
| botuli-        | llatí botulus                                                                    |                              | botuliforme                  |                                                   |                                                     |
| braqui(o)-     | llatí brachium                                                                   | braç                         | braqui-2                     | braquiòpode, braquiàlgia                          | En la forma reduïda és homònim de braqui-).         |
| brevi-         | llatí brevis                                                                     | curt                         |                              | brevibrevicaule                                   | sin.:* braqui-1                                     |
| buco-          | llatí bucca                                                                      | boca                         |                              | bucolabial                                        |                                                     |
| caduci-        | llatí caducus                                                                    | caduc                        |                              | caducifoli                                        |                                                     |
| calcaneo-      | llatí calcaneum                                                                  | taló                         |                              | calcaneoavicular                                  |                                                     |
| calcario-      | llatí calcarius                                                                  | calcari                      |                              | calcariargilós                                    |                                                     |
| calci-         | llatí calx                                                                       | calç                         |                              | calcímetre                                        |                                                     |
| calici-        | llatí calix                                                                      | copa                         |                              | caliciforme                                       |                                                     |
| calor(i)-      | llatí calor                                                                      | calor                        |                              | calorífer                                         |                                                     |
| camfo(r)-      | baix llatí camphora                                                              | càmfora                      |                              | camforaci                                         | el llatí ve del sànscrit carpura a través de l'àrab |
| capil·l-       | llatí capillus                                                                   | cabell                       |                              | capil·laritat                                     |                                                     |
| carbon(o)-     | llatí carbo                                                                      | carbó                        |                              | carbonífer                                        |                                                     |
| carni-         | llatí caro                                                                       | carn                         |                              | carnívor                                          |                                                     |
| case(i)-       | llatí caseus                                                                     | formatge                     |                              | caseïna                                           |                                                     |
| caud(o)-       | llatí cauda                                                                      | cua                          |                              | caudofemoral                                      |                                                     |
| caudici-       | llatí caudex                                                                     | tija                         |                              | caudiciforme                                      |                                                     |
| caul(i)-       | llatí caulis                                                                     | tija                         |                              | cauliforme                                        |                                                     |
| celt(o)-       | llatí celtae                                                                     | celta                        |                              | celtoromà                                         |                                                     |
| centi-         | llatí centum                                                                     | centèsim                     |                              | centímetre                                        |                                                     |
| cerebr(o)-     | llatí cerebrum                                                                   | cervell                      | cerebri-                     | cerebrovascular                                   |                                                     |
| ceri-          | llatí cera                                                                       | cera                         |                              | cerífer                                           |                                                     |
| cervic(o)-     | llatí cervix                                                                     | clatell, coll                |                              | cervicitis                                        |                                                     |
| cida-          | llatí caedo                                                                      | que mata                     |                              | regicida                                          |                                                     |
| cidi-          | llatí caedo                                                                      | acció de matar               |                              | infanticidi                                       |                                                     |
| cirro-         | llatí currus                                                                     | rínxol, rull                 | cirri-                       | cirrostratus                                      |                                                     |
| clavi-         | llatí clava                                                                      | maça                         |                              | clavíger                                          |                                                     |
| clavi-         | llatí clavus                                                                     | clau (fem.)                  |                              | clavicordi                                        |                                                     |
| cola-          | llatí colo                                                                       | conrear, habitar, freqüentar |                              | agrícola                                          |                                                     |
| equi           | llatí aequus                                                                     | igual                        |                              | equivalent                                        |                                                     |
| color-         | llatí color                                                                      | color                        |                              | multicolor                                        |                                                     |
| convexo-       | llatí convexus                                                                   | convex                       |                              | convexocòncau                                     |                                                     |
| cordi-         | llatí cors                                                                       | cor                          |                              | cordiforme                                        |                                                     |
| cox(o)-        | llatí coxa                                                                       | os de l'anca; anca, cuixa    |                              | coxofemoral                                       |                                                     |
| cruci-         | llatí crux                                                                       | creu                         |                              | cruciforme                                        |                                                     |
| cristal·li-    | llatí crystallum                                                                 | vidre                        |                              | cristal·lització                                  |                                                     |
| cubito-        | llatí cubitus                                                                    | cúbit                        |                              | cubitoradial                                      |                                                     |
| culici-        | llatí culex                                                                      | mosquit                      |                              | culiciforme                                       |                                                     |
| cultura-       | llatí cultura                                                                    | cultiu                       |                              | agricultura                                       |                                                     |
| cultor-        | llatí cultor                                                                     | treballador                  |                              | apicultor                                         |                                                     |
| cumulo-        | llatí cumulus                                                                    | munt, cúmul                  |                              | cumulonimbe                                       |                                                     |
| cuniculi-      | llatí cuniculus                                                                  | conill                       |                              | cuniculicultura                                   |                                                     |
| cupro-         | llatí cuprum                                                                     | coure                        | cupri-                       | cuprífer                                          |                                                     |
| curvi-         | llatí curvus                                                                     | corb                         |                              | curvilini                                         |                                                     |
| deci-          | llatí decimus                                                                    | desena part                  |                              | decímetre                                         |                                                     |
| denti-         | llatí dens                                                                       | dent                         |                              | dentiforme                                        |                                                     |
| dei-           | llatí deus                                                                       | déu                          |                              | deïforme                                          |                                                     |
| dextero-       | llatí dexter                                                                     | de la dreta                  |                              | dextrogir                                         |                                                     |
| digit(i)-      | llatí digitus                                                                    | dit                          |                              | digitiforme                                       |                                                     |
| dorsi-         | llatí dorsum                                                                     | esquena                      |                              | dorsiventral                                      |                                                     |
| eclesio-       | llatí ecclesia                                                                   | església                     |                              | eclesiologia                                      | hel·lenisme llatí                                   |
| escapulo-      | llatí scapulae                                                                   | espatlla                     |                              | escapulohumeral                                   |                                                     |
| falci-         | llatí falx                                                                       | falç                         |                              | falciforme                                        |                                                     |
| femoro-        | llatí femur                                                                      | cuixa                        |                              | femorocaudal                                      |                                                     |
| -fer           | llatí fero                                                                       | dur, contenir                |                              | mamífer                                           |                                                     |
| ferro-         | llatí ferrum                                                                     | ferro                        | ferri-                       | ferromagnetisme                                   |                                                     |
| falci-         | llatí falx                                                                       | falç                         |                              | falciforme                                        |                                                     |
| fibro-         | llatí fibra                                                                      | filament                     | fibri-                       | fibrocartílag                                     |                                                     |
| -fic           | llatí facio                                                                      | que fa                       |                              | malèfic                                           |                                                     |
| -ficació       | llatí facio                                                                      | acció de fer                 |                              | solidificació                                     |                                                     |
| -ficar         | llatí facio                                                                      | fer esdevenir                |                              | solidificar                                       |                                                     |
| fissi-         | llatí fissum                                                                     | fes, dividit                 |                              | fissifoliat                                       |                                                     |
| fluvio-        | llatí fluvius                                                                    | riu                          |                              | fluviògraf                                        |                                                     |
| folio-         | llatí folium                                                                     | fulla                        |                              | foliòfag                                          |                                                     |
| -foliat        | llatí foliatum                                                                   | amb fulles                   |                              | falcifoliat                                       |                                                     |
| -forme         | llatí forma                                                                      | forma                        |                              | uniforme                                          |                                                     |
| franco-        | llatí franci                                                                     | 1 franc; 2 francès           |                              | francòfil                                         | sin. 2: gal·lo-                                     |
| fronto-        | llatí frons                                                                      | front                        |                              | frontoparietal                                    |                                                     |
| -fug 1         | llatí fugo                                                                       | fer fugir                    |                              | ignífug                                           |                                                     |
| -fug 2         | llatí fugo                                                                       | fugir                        |                              | centrífug                                         |                                                     |
| gal·lo-        | llatí gal·li                                                                     | 1 gal; 2 francès             |                              | gal·loromànic                                     | sin. 2: franco-                                     |
| genit(o)-      | llatí genitus                                                                    | procreació                   |                              | genitourinari                                     |                                                     |
| germano-       | llatí germani                                                                    | 1 germànic; 2 alemany        |                              | germanòfil                                        |                                                     |
| -grad          | llatí gradus                                                                     | anar sobre, caminar          |                              | plantígrad                                        |                                                     |
| greco-         | llatí graeci                                                                     | grec                         |                              | grecollatí                                        |                                                     |
| grani-         | llatí granum                                                                     | gra                          |                              | granívor                                          |                                                     |
| guturo-        | llatí guttur                                                                     | gargamella                   |                              | guturopalatal                                     |                                                     |
| hispano-       | llatí hispani                                                                    | hispà                        |                              | hispanogot                                        |                                                     |
| historio-      | llatí historia                                                                   | història                     |                              | historiogràfic                                    |                                                     |
| homi-          | llatí homo                                                                       | home                         |                              | homicidi                                          |                                                     |
| humero-        | llatí humerus                                                                    | húmer                        |                              | humerocubital                                     |                                                     |
| igni-          | llatí ignis                                                                      | foc                          |                              | ignívor                                           |                                                     |
| ileo-          | llatí ilia                                                                       | costat                       | ili(o)-                      | iliofemoral                                       |                                                     |
| indo-          | llatí indi                                                                       | indi                         |                              | indoeuropeu                                       |                                                     |
| infero-        | llatí inferus                                                                    | inferior                     |                              | inferoexterior                                    |                                                     |
| italo-         | llatí itali                                                                      | 1 itàlic; 2 italià           |                              | italobinzantí                                     |                                                     |
| judeo-         | llatí iudaeus                                                                    | jueu                         |                              | judeoalemany, judeocristià, judeocristià          |                                                     |
| labio-         | llatí labium                                                                     | llavi                        |                              | labiodental                                       |                                                     |
| lact(o)-       | llatí lac                                                                        | llet                         |                              | lactífer                                          |                                                     |
| levo-          | llatí laevus                                                                     | esquerre                     |                              | levogir                                           | ant.: dextro-                                       |
| later(o)-      | llatí latus                                                                      | costat                       |                              | lateroabdominal                                   |                                                     |
| ligno-         | llatí lignum                                                                     | fusta                        |                              | lignocel·lulosa                                   |                                                     |
| linguo-        | llatí lingua                                                                     | llengua                      | lingüi-                      | lingüística                                       |                                                     |
| -lingüe        | llatí lingua                                                                     | idioma                       |                              | bilingüe                                          |                                                     |
| longi-         | llatí longus                                                                     | llarg                        |                              | longilini                                         |                                                     |
| lumbo-         | llatí lumbus                                                                     | llom, vèrtebres lumbars      |                              | lumboabdominal                                    |                                                     |
| maxil·lo-      | llatí maxilla                                                                    | mandíbula                    |                              | maxil·lofacial                                    |                                                     |
| maxi-          | llatí maximus                                                                    | molt gros                    |                              | maxifaldilla                                      |                                                     |
| medic(o)-      | llatí medicus                                                                    | metge                        |                              | medicopsicologia                                  |                                                     |
| medio-         | llatí medius                                                                     | mitjà                        |                              | mediopalatal                                      |                                                     |
| metal·l(o)-    | llatí metallum                                                                   | mina; metall                 |                              | metal·lúrgia                                      |                                                     |
| mil·li-        | llatí mille                                                                      | mil                          |                              | mil·ligram                                        |                                                     |
| mini-          | llatí minimus                                                                    | molt petit                   |                              | minifaldilla                                      |                                                     |
| -mòbil         | llatí mobilis                                                                    | mòbil                        |                              | automòbil                                         |                                                     |
| moto-          | llatí motus                                                                      | moviment                     |                              | motocicle                                         |                                                     |
| motor-         | llatí motor                                                                      | que mou                      |                              | quadrimotor                                       |                                                     |
| muco-          | llatí mucus                                                                      | moc                          | muci-                        | muciforme                                         |                                                     |
| multi-         | llatí multus                                                                     | molt                         |                              | multiforme                                        |                                                     |
| naso-          | llatí nasus                                                                      | nas                          |                              | nasolabial                                        |                                                     |
| nitr(o)-       | llatí nitrum                                                                     | nitre                        |                              | nitroglicerina                                    |                                                     |
| noct(i)-       | llatí nox                                                                        | nit                          |                              | noctàmbul                                         |                                                     |
| nucleo-        | llatí nucleus                                                                    | nucli                        |                              | nucleoplasma                                      |                                                     |
| nudi-          | llatí nudus                                                                      | nu                           |                              | nudibranquiat                                     |                                                     |
| falci-         | llatí falx                                                                       | falç                         |                              | falciforme                                        |                                                     |
| oblongo-       | llatí oblongus                                                                   | allargat                     |                              | oblongolinear                                     |                                                     |
| occipito-      | llatí occipitium                                                                 | part posterior del cap       |                              | occipitofrontal                                   |                                                     |
| oleo-          | llatí oleum                                                                      | oli; olivera                 | oleï-                        | oleïcultura                                       |                                                     |
| omni-          | llatí omnis                                                                      | tot                          |                              | omnívor                                           |                                                     |
| ostreï-        | llatí ostrea                                                                     | ostra                        |                              | ostreïcultura                                     |                                                     |
| palato-        | llatí palatum                                                                    | paladar                      |                              | palatoalveolar                                    |                                                     |
| pari-          | llatí par                                                                        | igual                        |                              | paridigitat                                       |                                                     |
| par-           | llatí pario                                                                      | parir                        |                              | vivípar                                           |                                                     |
| penni-         | llatí penna                                                                      | ploma                        |                              | penniforme                                        |                                                     |
| ped(i)-        | llatí pes                                                                        | peu                          |                              | pedicur                                           |                                                     |
| pede-          | llatí pes                                                                        | peu                          |                              | bípede                                            |                                                     |
| pisci-         | llatí piscis                                                                     | peix                         |                              | piscicultura                                      |                                                     |
| plano-         | llatí planus                                                                     | pla                          |                              | planocòncava                                      |                                                     |
| postero-       | llatí posterus                                                                   | posterior                    |                              | posteroinferior                                   |                                                     |
| prim(o)-       | llatí primus                                                                     | primer                       | primi-                       | primogènit                                        |                                                     |
| purpureo-      | llatí purpureus                                                                  | purpuri                      |                              | purpureocobàltic                                  |                                                     |
| petri-         | llatí petra                                                                      | pedra                        |                              | petrificació                                      |                                                     |
| quadr(i)-      | llatí quattuor                                                                   | amb quatre                   | quadru-                      | quadrangle                                        |                                                     |
| quinqu-        | llatí quinque                                                                    | amb cinc                     |                              | quinquennal                                       |                                                     |
| quint(i)-      | llatí quintus                                                                    | cinquè                       |                              | quintigemin                                       |                                                     |
| radio-         | llatí radius                                                                     | raig de llum                 |                              | radioactivitat                                    |                                                     |
| radic(i)-      | llatí radix                                                                      | rel, arrel                   | radi-                        | radícola                                          |                                                     |
| recto-         | llatí rectus                                                                     | intestí recte                |                              | rectografia                                       |                                                     |
| rect(i)-       | llatí rectus                                                                     | dret, recte                  |                              | rectangle                                         |                                                     |
| ren(o)-        | llatí ren                                                                        | renyó, ronyó                 | reni-                        | renopatia                                         |                                                     |
| reticulo-      | llatí reticulum                                                                  | malla                        |                              | reticulòcit                                       |                                                     |
| romano-        | llatí romani                                                                     | romà                         |                              | romanobàrbar                                      |                                                     |
| roseo-         | llatí roseus                                                                     | rosat                        |                              | roseocobàltic                                     |                                                     |
| sali-          | llatí sal                                                                        | sal                          |                              | salificació                                       |                                                     |
| sanguino-      | llatí sanguis                                                                    | sang                         | sanguin(i)-                  | sanguinopurulent                                  |                                                     |
| semin(o)-      | llatí semen                                                                      | seminífer                    |                              |                                                   |                                                     |
| septi-         | llatí septem                                                                     | set                          |                              | septivalent                                       |                                                     |
| serici-        | llatí sericum                                                                    | seda                         |                              | sericícola                                        |                                                     |
| ser(o)-        | llatí serum                                                                      | sèrum                        |                              | seroteràpia                                       |                                                     |
| servo-         | llatí servus                                                                     | servent                      |                              | servomecanisme                                    |                                                     |
| sesqui-        | llatí sesqui                                                                     | un i mig                     |                              | sesquisulfur                                      |                                                     |
| sex-           | llatí sex                                                                        | sis                          |                              | sexpartit                                         |                                                     |
| sider(o)-      | llatí sidus                                                                      | astre                        |                              | sideròstat                                        |                                                     |
| simili-        | llatí similis                                                                    | semblant                     |                              | similicadència                                    |                                                     |
| sino- 1        |                                                                                  | xinès                        |                              | sinotibetà                                        |                                                     |
| sino- 2        | llatí sinus                                                                      | cavitat                      |                              | sinoauricular                                     |                                                     |
| siro-          |                                                                                  | falç                         |                              | sirocaldeu                                        |                                                     |
| sono-          | llatí sonus                                                                      | so                           |                              | sonògraf                                          |                                                     |
| espacio-       | llatí spatium                                                                    | espai                        |                              | espaciotemporal                                   |                                                     |
| espectro-      | llatí spectrum                                                                   | espectre                     |                              | espectròmetre                                     |                                                     |
| estanno-       | llatí stannum                                                                    | estany                       | estanni-                     | estannífer                                        |                                                     |
| estrato-       | llatí stratum                                                                    | estrat                       | estrati-                     | estratiforme                                      |                                                     |
| supero-        | llatí superus                                                                    | superior                     |                              | superolateral                                     |                                                     |
| tauro-         | llatí taurus                                                                     | toro                         |                              | tauromàquia                                       |                                                     |
| tri-           | llatí tres                                                                       | tres                         |                              | trigonometria                                     |                                                     |
| ungu(i)-       | llatí ungula                                                                     | ungla                        |                              | ungulígrad                                        |                                                     |
| uni-           | llatí unus                                                                       | un                           |                              | unívoc                                            |                                                     |
| urin(o)-       | llatí urina                                                                      | orina                        |                              | urinífer                                          |                                                     |
| utero-         | llatí uterus                                                                     | úter                         |                              | uteràlgia                                         |                                                     |
| varico-        | llatí varix                                                                      | variça                       |                              | varicoflebitis                                    |                                                     |
| vaso-          | llatí vasum                                                                      | vas                          |                              | vasoconstrictor                                   |                                                     |
| veno-          | llatí vena                                                                       | vena                         |                              | venisutura                                        |                                                     |
| ventro-        | llatí venter                                                                     | ventre                       | ventri-                      | ventrotomia                                       |                                                     |
| vermi-         | llatí vermis                                                                     | cuc                          |                              | vermiforme                                        |                                                     |
| vesico-        | llatí vesica                                                                     | bufeta                       |                              | vesicotoma                                        |                                                     |
| viti-          | llatí vitis                                                                      | cep; vinya                   |                              | viticultura                                       |                                                     |
| vivi-          | llatí vivus                                                                      | viu                          |                              | vivípar                                           |                                                     |
| -vor           | llatí voro                                                                       | devorar                      |                              | omrnívor                                          |                                                     |
| vulvo-         | llatí vulva                                                                      | vulva                        |                              | vulvouterí                                        |                                                     |
| quasi-         | llatí quasi                                                                      | quasi                        |                              | quasicontracte, quasicristall, quasidelicte       | sin.:* pen-                                         |

- - La marca sin. ("sinònim") és emprada per indicar altres morfemes amb significat similar, en alguns casos tenen el mateix significat i el fet que s'utilitze l'un o l'altre depèn dels altres elements que entren en composició, el més freqüent és la coexistència de morfemes creats a partir de mots llatins amb morfemes creats a partir de mots grecs per poder donar un aspecte homogeni al mot resultant. Per exemple en "'dendrologia'" (dendro, "arbre"; logia, "ciència") s'utilitzen dos components d'origen grec enfront a arboricultura (arbori, "arbre"; cultura "cultiu") on ambdós elements són d'origen llatí i en tots dos casos es necessitava un morfema per a arbre que anava a entrar en composició amb morfemes de distint origen.
Quan es barregen dos o més elements de distinta procedència es parla d'híbrids, com és el cas d'ansiolític i radiografia (prefix llatí + arrel grega), o aconfessional i televisió (prefix grec + arrel llatina).
En alguns casos hi ha un doblet a causa d'una variant (anxio-, ansio-) o d'una especificació del morfema (aci-, acu-, aciculi- i 
aculeï-).
  - Els antònims duen la marca ant.